# Гурт
Гурт се нарича канта на монети (и др. предмети на науките нумизматика, екзонумия или сфрагистика), намиращ се между двете негови страни – ези и тура. Гуртът е външната страна на монетата, определена като плосък цилиндър. Различното орелефяване издава информация за автентичността, стойността, произхода и др.

## История
Някои от първите монети са били нарочно подбивани в краищата, за да наподобяват формата на крава – индикатор за тяхната стойност.
Идеята за изработване на гурт е на Леонардо да Винчи, но той не успява да я реализира. Появата на гурт по монетите става хилядолетие след първоначалното им емитиране, с изобретяването на механичната преса. Усъвършенстването на механичната преса става в Аусбург през 1540 г. и за първи път бива използвана за серийно производство във Франция.

## Етимология
Гурт произлиза от немската дума Gurt – каишка, колан.

## Предназначение
Необходимостта да се предпазят от фалшифициране монетите мотивирало емитиращата власт да създаде допълнително средство за защита. Гуртът усложнява неправомерното възпроизвеждане (копиране), както и позволява да остават издайнически следи при отнемане от монетата (остъргване или отрязване). Гуртът по златните монети е показател за автентичност.
При някои валути, като щатския долар например, гуртът спомага за различаването на номинала на монетите само с допир.

## Видове
Гуртът основно бива: гладък, назъбен, с жлеб или с изписан текст (гравирани титли, имена, девизи и др.).
За орелефяване на ръба през годините са използвани различни модели – прави или наклонени черти, звезди, точки или различни надписи, свързани по някакъв начин с декрета.

### Български монети
При съвременните българските разменни монети се ползва гладък, назъбен и комбиниран гурт (редуващи се 8 назъбени и 8 гладки сектора). Медните стотинки с номинал 1, 2 и 5 ст. нямат назъбен ръб, за разлика от останалите, с което издават, че са с достатъчно малка стойност, че да не си струва изстъргването.

### Галерия
Примери за монетен кант: